# 1993 VZ4
1993 VZ4 är en asteroid i huvudbältet som upptäcktes den 14 november 1993 av de båda japanska astronomerna Masanori Hirasawa och Shohei Suzuki vid Nyukasa-observatoriet.
Asteroiden har en diameter på ungefär 4 kilometer och den tillhör asteroidgruppen Massalia.